# Discrasia
La discrasia (dal greco antico δυσκρασὶα?, dyskrasìa, "cattiva mescolanza", composto del prefisso peggiorativo δυσ- e tema del verbo κεράννυμι mescolare) è, in medicina, un'anomalia quantitativa o qualitativa nella composizione del sangue (discrasia ematica, blood dyscrasia o discrasia plasmacellularetale), tale da far supporre una patologia incipiente o in atto. Il termine è stato storicamente usato soprattutto in riferimento alla teoria umorale di Ippocrate, con il significato di "squilibrio umorale".

## Storia del termine

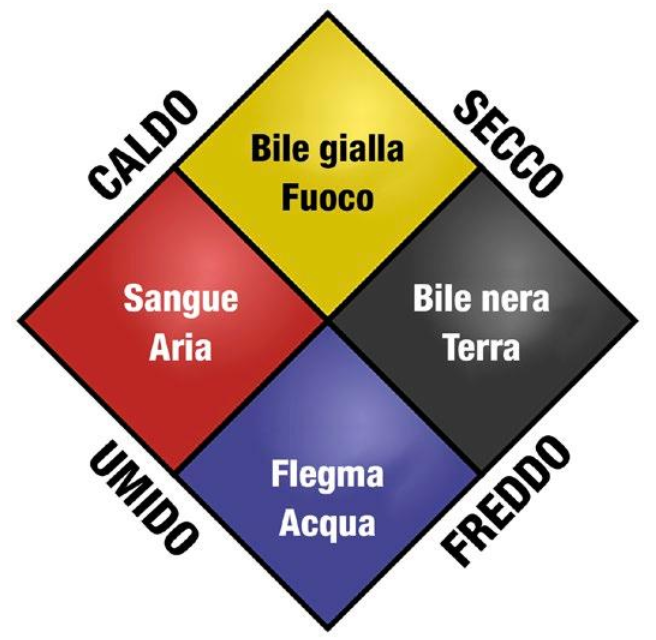
Schema dei quattro umori, in relazione ai quattro elementi

Da Strabone (135-87 a.C.), il lemma è usato per descrivere un'aria malsana; Plutarco lo adopera per indicare la malattia o quando il clima è caratterizzato da cattivo tempo ('intemperie', 'perturbazione'); per primo Ippocrate di Coo (460 a.C. circa – prima del 377 a.C.) lo usò per definire la teoria medica umorale, che rappresenta nell'Occidente il più antico tentativo di fornire un'eziologia per le malattie e una classificazione per i tipi psicologici e somatici.
Riprendendo il pensiero pluralista di Empedocle  Ippocrate tentò di applicarlo alla natura umana per cui quando i quattro umori (elementi) sangue, flemma, bile gialla e bile nera presenti armonicamente (eucrasia) nell'organismo umano non sono più in equilibrio tra loro si genera la discrasia che caratterizza la malattia 
Galeno, medico e filosofo del II sec. d.C., riprendendo Ippocrate sviluppò quindi l'umoralismo che fu prevalente sino al XVI secolo e a cui si riferirà anche la moderna medicina del XIX secolo. 
Sulla scia di Galeno il pensiero bizantino continuò ad assimilare la discrasia all'insorgere della malattia e così anche alcuni Padri della Chiesa, tra i quali Giovanni Crisostomo. In epoca medioevale si conosce Galeno tramite traduzioni latine dall'arabo.
Nel XII secolo un giurista di Pisa, Burgundio, che ha viaggiato in Oriente a Costantinopoli e conosce il greco traduce le opere di Galeno direttamente dal greco usando i termini distemperantia e discrasia. Traduzioni dal greco vengono realizzate anche da Niccolò Deoprepio da Reggio, medico di origine greca, che nella prima metà del XIV secolo si limita a traslitterare il termine dal greco: discrasia. Alla fine del Trecento Filippo Villani, elencando le beatitudini celesti descritte da Dante, contrappone alla sanitas sine discrasia la infirmitas (malattia).
Per la grande epidemia di peste nera che afflisse l'Europa intorno al 1346 si pensò dai medici dell'epoca, disorientati di fronte al fenomeno, per loro incomprensibile del contagio, nozione sconosciuta alla medicina galenica, che ancora una volta la malattia si fosse verificata per una discrasia di fenomeni astrali o terrestri
Il lemma assume cittadinanza stabile nella lingua italiana «... nella traduzione di Paolo Varisco (Venezia 1480) dell'Inventarium sive Chirurgia Magna, opera composta in latino nel 1363 da Guy de Chauliac, medico alla corte papale in Avignone: "se la discrasia serà seca o humida". [...] Nel corso del Cinquecento troviamo una qualche circolazione della parola in testi medici di carattere pratico (come le chirurgie) e nel filone della medicina più popolare dei compilatori di "segreti medicinali" , rimedi e antidotari , in cui capita di parlare di stomaco "non disproporzionato de alcuna distemperantia o discrasia", o di decotti, impiastri e unguenti per casi di "discrasia calda" o di "discrasia epatica".[...] Nel Seicento il termine è usato da Francesco Redi,[...] che nei suoi Consulti medici, a proposito di affezioni da podagra (gotta), parla di "invecchiate discrasie" e di "qualche discrasia soverchiamente acetosa"...» attribuendo al termine originale il significato di "stemperatura" o "stemperamento di umori".